# Litauens herrlandslag i basket
Litauens herrlandslag i basket är ett av Europas ledande basketlandslag, och basket kan klassas som landets nationalidrott. Bland meriterna finns tre EM-guld, tre OS-brons och ett VM-brons.

## Historik
Litauen hade en första storhetstid under 1930-talet. Landslaget vann då EM två gånger, 1937 och 1939.
Efter andra världskriget, då Sovjetunionen först ockuperade och sedan även införlivade Litauen som en sovjetrepublik, försvann det litauiska landslaget. De litauiska spelarna fick istället spela i det sovjetiska landslaget som kom att tillhöra världstoppen. Både Arvydas Sabonis (född 1964) och Šarūnas Marčiulionis (båda födda 1964) deltog i det sovjetiska landslag som vann OS-guld 1988.
Efter Litauens återvunna självständighet 1991 har det litauiska landslaget nått nya framgångar i både EM och OS. 1992 tog Litauen för första gången medalj i en OS-turnering via ett brons, en bedrift som man gjorde om även i OS 1996 och OS 2000. Vid OS år 2000 pressade man USA in i det sista i semifinalen. Under 2004 års OS-gruppspel besegrade man för första gången USA i de olympiska spelen (94–90). I OS-turneringarna 2004 och 2008 har Litauen förlorat bronsmatcherna. Vid EM 2003 kunde man vinna en guldmedalj, för första gången sedan 1939, efter finalseger mot Spanien med 93–84. Litauen har även framgångsrika klubblag.

## Meriter
- Världsmästerskap, deltagit: 1998, 2006, 2010, 2014
  - VM-brons 2010
- Europamästerskap, deltagit: 1937, 1939, 1995, 1997, 1999, 2001, 2003, 2005, 2007, 2009, 2011, 2013, 2015
  - EM-guld: 1937, 1939, 2003
  - EM-silver: 1995, 2013, 2015
  - EM-brons: 2007
- Olympiska spelen, deltagit: 1992, 1996, 2000, 2004, 2008, 2012
  - OS-brons 1992, 1996, 2000

## Litauens OS-trupp 2004
- Förbundskapten: Antanas Sireika
- Vidas Ginevičius
- Mindaugas Žukauskas
- Arvydas Macijauskas
- Saulius Štombergas
- Ramūnas Šiškauskas
- Darius Songaila
- Donatas Slanina
- Eurelijus Žukauskas
- Kšyštofas Lavrinovičius
- Šarūnas Jasikevičius
- Dainius Šaleng